# El dolor de vivir
El dolor de vivir é uma telenovela mexicana, produzida pela Televisa e exibida em 1964 pelo Telesistema Mexicano.

## Elenco
- Héctor Gómez
- Maricruz Olivier
- Antonio Medellín
- Rafael Banquells